# صلاح أبليوني
صلاح أبليوني (مواليد 13 أغسطس 1983 في المغرب) هو لاعب كرة قدم مغربي سابق كان يجيد اللعب في مركز المهاجم.

## روابط خارجية
- صلاح أبليوني على موقع قاعدة بيانات كرة القدم.إي يو (الإنجليزية)
- صلاح أبليوني على موقع Soccerway.com (الإنجليزية)